# Fernando da Silva Pais
Fernando Eduardo da Silva Pais (1905 Setúbal – 27 de janeiro de 1981), foi um oficial do Exército Português mais conhecido por ter sido o último dirigente da PIDE/DGS, a polícia política do Estado Novo em Portugal.
Nascido na freguesia do Barreiro (Setúbal), em 1905, Fernando da Silva Pais alistou-se como recruta em 1926 e frequentou a Escola Militar em 1927. A certa altura, casou-se com Armanda, com quem teve uma filha, Annie Silva Pais, em 1935. Já em 1943, foi promovido a capitão, tendo sido nomeado director da Polícia Internacional e de Defesa do Estado (PIDE) a 6 de Abril de 1962.
Foi durante o seu período como diretor, mais especificamente em 1965, que uma brigada da PIDE assassinou o General Humberto Delgado e a sua secretária, Arajaryr Campos. No entanto, a PIDE negou qualquer envolvimento.
Durante a Revolução de 25 de Abril de 1974, terá alegadamente ordenado abrir fogo sobre a multidão que se acumulava nas ruas do Porto, mas tal ordem não foi respeitada. Silva Pais manteve-se no seu gabinete até dia 26 de Abril, tendo-se rendido por volta das 9h30. Segundo o próprio, António de Spínola ter-lhe-ia dito que dispunha de 24 horas para se ausentar do país, mas Silva Pais recusou e foi detido no dia seguinte, 27 de abril, e enviado para o forte de Caxias. Foi a julgamento a propósito do Caso Delgado, mas a sentença só foi lida meses depois da sua morte, em 1981.

## Na cultura popular
Silva Pais foi interpretado por Vítor Norte na peça de teatro "A Filha Rebelde", baseada no livro homónimo que conta a história da filha Annie e da sua deserção. Já na série de televisão inspirada pelo livro, é interpretado por Adriano Luz.